# Nolandella hibernica
Nolandella hibernica - gatunek ameby należących do gromady Tubulinea wchodzącej w skład supergrupy Amoebozoa.
Podczas ruchu osiąga długość 8,5 – 19 μm, posiada 1 jądro wielkość 1,9 – 3,7 μm. Forma pływająca tworzy masę centralną z hialinowymi promienistymi tępo zakończonymi pseudopodiami w ilości 5 do 12. Długość pseudopodiów nie przekracza średnicy masy centralnej.
Występuje u wybrzeży Irlandii w Atlantyku.